# A2 (motorväg, Marocko)
A2 är en motorväg i Marocko som går mellan Rabat i väster och Oudja i öster. Motorvägen är en del av den planerade transmaghrebmotorvägen som ska binda samman Maghrebs huvudstäder, från Tripoli till Nouakchott. När det politiska läget så tillåter kommer den att förlängas ända till den algeriska gränsen som del av dessa planer.
Motorvägen väster om Fès byggdes åren 1995–1999 och öppnades i etapper. Sträckan Fès–Meknès öppnades för trafik i april 1998. Man kunde färdas mellan Meknès och Khémisset i november samma år. Avsnittet Khémisset till Sidi Allal El Bahraoui öppnades i maj 1999. Mellan Sidi Allal El Bahraoui och Rabat går vägen som fyrfältig mötesseparerad landsväg i 13 kilometer, en sträcka som öppnades i januari 1999. Förlängningen till Oujda öppnades i juli 2011.